# Mano Menezes
Pour les articles homonymes, voir Menezes.
Luiz Antonio Venker Menezes, plus couramment appelé Mano Menezes, né le 11 juin 1962 à Passo do Sobrado dans le Rio Grande do Sul, est un entraîneur de football brésilien.

## Biographie
Il commence par jouer au football en tant que défenseur pour le Guarani de Venâncio Aires à la fin des années 1970 et au début des années 1980. Il abandonne sa carrière pour devenir professeur de fitness, à partir de 1986 au SESI à Rio Grande do Sul, avant d'aller au Guarani de Venâncio Aires, à la Juventude puis à l'Internacional.

### Grêmio
En avril 2005, Menezes est nommé entraîneur de Grêmio, ayant pour objectif de les faire revenir en Série A. Ils finissent champion de Série B cette année-là.
En 2006, il gagne avec le Grêmio le Campeonato Gaúcho avec une victoire contre le rival de l'Internacional, premier titre du Grêmio depuis 2001.
Cette année-là, Grêmio finit troisième de Série A, les qualifiants pour la Copa Libertadores 2007.
Ils remportent pour une seconde fois consécutive le Campeonato Gaúcho en 2007 et atteignent la finale de la Copa Libertadores, perdue contre Boca Juniors.
Mano Menezes quitte Grêmio après 169 matchs, dont 89 victoires, 35 matchs nuls et 45 défaites, donc 59,56 % de victoires. 302 points furent gagnés sur 507 possibles. Il entraîne son dernier match avec le Grêmio en championnat du Brésil le 28 novembre 2007 contre le Sport Club Corinthians Paulista, sa future équipe. Après avoir perdu ce match, les Corinthians sont relégués en Campeonato Brasileiro Série B.

### Corinthians
Mano Menezes est nommé le nouvel entraîneur des Corinthians à la fin 2007, et les fait revenir en Première division. En 2008, Corinthians est éliminé en Copa do Brasil par le Sport Club do Recife, et remporte le titre de champion de Série B 2008.
En mai 2009, Mano Menezes emmène les Corinthians jusqu'au titre de champions de São Paulo.
Le 1er juillet 2009, les Corinthians remportent la Copa do Brasil contre l'Internacional. Avec cette victoire, les Corinthians gagnent donc leur qualification pour la Copa Libertadores 2010.

### Brésil
Le 24 juillet 2010, Mano Menezes est nommé officiellement lors d'une conférence de presse le nouveau sélectionneur de l'équipe du Brésil. Il n'était pourtant au départ que le second choix pour la succession de Dunga après l'entraîneur du Fluminense, Muricy Ramalho. Le 23 novembre 2012, Mano Menezes est licencié à cause de ses mauvaises performances ces deux dernières années, malgré l'apparition d'un léger progrès ces derniers mois. Luiz Felipe Scolari lui succède.

## Titres
Grêmio
- Championnat du Brésil D2 : 2005
- Championnat Gaúcho : 2006 , 2007

 Corinthians
- Championnat du Brésil D2 : 2008
- Championnat Pauliste : 2009
- Coupe du Brésil : 2009

## Autres performances importantes
15 de Novembro
- Coupe du Brésil : 3e place (2004)

 Grêmio
- Copa Libertadores: Finaliste (2007)
- Championnat du Brésil : 3e place (2006)

 Corinthians
- Coupe du Brésil : Finaliste (2008)